# Recilia vetus
Maiestas vetus là loài côn trùng thuộc họ Cicadellidae, bộ Cánh nửa. Loài này được Knight miên tả năm 1975.